# Place des Quatre-Docteurs-Bucquet
La place des Quatre-Docteurs-Bucquet est une place de Laval. 

## Situation et accès
Elle se trouve dans le centre-ville et relie la rue des Éperons aux escaliers éponymes, qui permettent de gagner le quai Albert-Goupil.
La place est plantée d'arbres et elle est ouverte sur le jardin de la Perrine. 

## Origine du nom
Son nom honore une dynastie de chirurgiens locaux qui se sont succédé à l'hôpital de Laval du XVIIIe siècle au début du XXe siècle dont Jean-Baptiste-Denis Bucquet.

## Historique
La place se trouve à l'emplacement d'un chemin qui longeait par le sud les remparts, construits au XIIIe siècle. Lors du percement de la rue des Éperons en 1843, les derniers restes de muraille disparaissent et la place est aménagée. En 1956, la fontaine de Patience, auparavant située rue de Rennes, est remontée sur la place.

## Bâtiments remarquables et lieux de mémoire
- La Fontaine de Patience, construite en 1761 à l'angle de la rue de Rennes et du roquet de Patience, puis installée sur la place en 1956. le monument, en granite de Sacé, est composé d'une niche peu profonde encadrée par deux pilastres et sumontée par une plaque commémorative en marbre noir[1].